# Владо Задро
Владо Задро (рођени 17. март 1987) је босанскохерцеговачки фудбалер хрватског порекла, који тренутно игра за ХШК Зрињски Мостар. Игра и за младу репрезентацију БиХ.